# 祁弘
祁 弘（き こう、? - 312年）は、中国西晋の将軍。

## 生涯
西晋の安北将軍王浚に仕え、主簿に任じられた。
永安元年（304年）8月、王浚が司馬騰と共に司馬穎討伐を掲げて挙兵すると、段部の段務勿塵と烏桓の羯朱を招集し、胡人・漢人合わせて二万人を率いて軍を進めた。祁弘はその前鋒を任せられ、司馬穎が派遣した将軍王斌を撃破し、さらに平棘に進むと敵将石超を討ち取った。そのまま王浚と共に司馬穎の本拠地である鄴城に軍を進め、攻略に貢献した。
永興2年（305年）7月、東海王司馬越が恵帝奪還と司馬顒打倒を掲げて挙兵すると、王浚は祁弘に烏桓突騎を率いさせて司馬越の下へ派遣し、長安攻略を援護させた。光熙元年（306年）1月、司馬越配下の宋冑・馬纂らと共に鮮卑兵を率いて長安に進軍した。4月、祁弘が函谷関に入ると、司馬顒は弘農郡太守彭随と北地郡太守刁黙を湖県に派遣して防衛に当たらせた。5月、祁弘は彭随と刁黙に大勝し、さらに灞水に進むと、司馬顒配下の馬瞻と郭偉を続けざまに撃破した。司馬顒は大いに恐れ、単身で太白山に逃走した。遂に長安に入ると、司馬顒の任じた百官は山中に逃げ散った。この時、鮮卑兵が略奪暴行を行い、2万人余りが犠牲となった。祁弘らは恵帝を牛車に乗せて洛陽に帰還した。
永嘉3年（309年）、石勒が常山に襲来すると、祁弘は段務勿塵ら10万を超える騎兵を率いて石勒の討伐に乗り出した。祁弘は石勒と飛龍山で一戦を交え、1万以上の兵を討ち取る大勝を挙げ、石勒を黎陽まで退却させた。
永嘉4年（310年）4月、祁弘は漢の征北大将軍･冀州刺史劉霊の討伐に向かい、広宗に進軍した。劉霊は迎撃に出たが、祁弘はこれを返り討ちにして劉霊の首級を挙げた。
永嘉5年（312年）、祁弘は石勒討伐に向かったが、広宗まで進軍した際に深い霧に見舞われた。止むなく引き揚げようとしたが、石勒と突然遭遇してしまい、敗れて討ち取られて、首級を挙げられた。